# Carl Looft

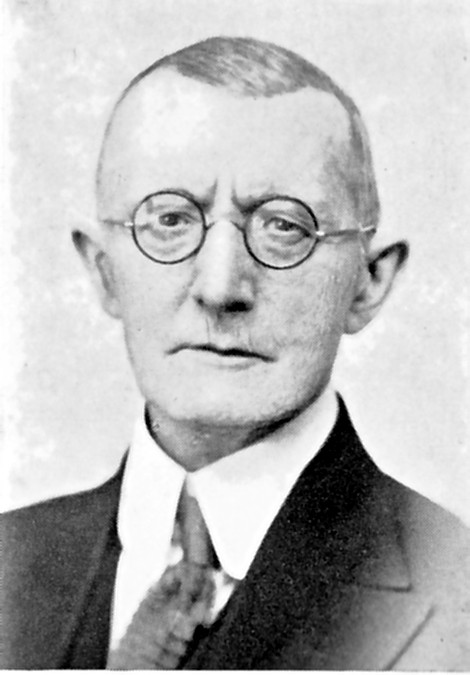
Carl Looft.

Carl August Looft, född den 9 februari 1863 i Vestre Bærum, död den 10 april 1943 i  Bergen, var en norsk läkare.
Looft avlade medicinsk examen 1889 och blev 1890—93 underläkare vid
Lungegaardshospitalet i Bergen och läkare vid Skt Jørgens Hospital. Från 1894 blev han föreståndare vid Rosenbergs private sindssygeasyl och från 1905 vid Ekelund åndssvageskole.
På studieresor i utlandet utbildade han sig som barnläkare och han var medstiftare av Bergens spædbarnshjem. Looft skrev bland annat Kliniske og ætiologiske Studier over psykiske Udviklingsmangler hos Børn (disputation 1897).
Tillsammans med Armauer Hansen utgav han Lepra (1897), och han är dessutom författare till en mängd neurologiska och pediatriska specialavhandlingar.
Looft påvisade först av alla leprabacillen i den tuberkuloida spetälskan, genom vilken upptäckt sjukdomens två former sågs ha gemensamt ursprung (1891), och som den förste i Norge påvisade han bakterier i hjärnryggmärgsvätskan hos barn med akut poliomyelit.